# پنگوئیچ (یوتا)
پنگوئیچ (به انگلیسی: Panguitch) شهری در ایالت یوتا کشور ایالات متحده آمریکا است که جمعیت آن در سرشماری سال ۲۰۱۰ میلادی، ۱٬۵۲۰ نفر بوده‌است.